# 相澤白虎
相澤 白虎（あいざわ はくと、2004年5月28日 - ）は、埼玉県所沢市出身のプロ野球選手（内野手・育成選手）。右投右打。読売ジャイアンツ所属。

## 経歴

### プロ入り前
小学校6年時には、埼玉西武ライオンズジュニアに選ばれ、中学時代は新座ボーイズでプレーし、日本代表にも選ばれた。その後、桐蔭学園高等学校に進学し、1年時から活躍。主将も務めた。3年夏の神奈川県大会では、右中間を破るランニング本塁打も記録している。
2022年10月20日に行われたプロ野球ドラフト会議において、読売ジャイアンツから育成ドラフト5巡目で指名を受けた。11月10日に支度金290万円、年俸360万円（金額は推定）で仮契約を結んだ。背番号は008。

### 巨人時代
2023年は三軍の初実戦で本塁打を放つなど2安打4出塁と印象に残る活躍を見せた。その後も三軍でパンチ力のある打撃を猛アピールし続け、夏場からはその打撃力を生かすために外野にも挑戦した。9月24日には二軍デビュー戦で初安打を記録した。オフに、内野手登録でありながらも翌年は外野手を中心に出場していく所信を示した。
2024年は二軍戦2試合に出場も、安打を記録できなかった。オフに現状維持の推定年俸380万円で契約を更改した。

## 選手としての特徴
広角に鋭い打球を放つ、強肩強打の内野手。
身体能力も抜群で、阿部慎之助ヘッド兼バッテリーコーチ（役職は当時）からもふくらはぎの頑丈さを称賛されている。
三軍監督の駒田徳広からは「落合（博満）さんや簑田（浩二）さんみたいな右の巧打者の雰囲気がある。妙に間の取り方がいい」と評価されている。

## 人物
幼少期から水泳を習っており、強い下半身を持つ。ジャグリングを得意としている。

## 詳細情報

### 背番号
- 008（2023年[4] - ）